# اودا نوبوناری
اودا نوبوناری (انگلیسی: Nobunari Oda؛ زادهٔ ۲۵ مارس ۱۹۸۷) یک اسکیت‌باز نمایشی اهل ژاپن است.